# Condado de Franklin (Iowa)
O Condado de Franklin é um dos 99 condados do estado norte-americano do Iowa. A sede de condado é Hampton, que é também a sua maior cidade. O condado tem uma área de 1510 km² (dos quais 1 km² está coberto por água), uma população de 10 680 habitantes, e uma densidade populacional de 7,1 hab/km² (segundo o censo nacional de 2010). O condado foi fundado em 1851 e o seu nome é uma homenagem a Benjamin Franklin (1706–1790), polímata, estadista, cientista e editor, e um dos Pais Fundadores dos Estados Unidos.